# 大魯閣實業
大魯閣實業股份有限公司，簡稱大魯閣，為大魯閣集團的創始企業，在2010年代由纖維紡織轉型為中型商業不動產開發管理企業。

## 概略
大魯閣纖維創業之時，是一個以纖維紡織加工製造業為主要事業的企業。2000年代左右，大魯閣纖維開始投資經營休閒娛樂事業，其較為大眾所知之相關事業為大魯閣棒壘球打擊場。2010年代，大魯閣集團核心構成已逐漸由紡織相關產業轉變為百貨零售及休閒娛樂事業。2017年7月1日，大魯閣纖維公司名稱改為大魯閣實業。2017年9月1日，大魯閣開發一分為二，原始的大魯閣開發負責經營大魯閣草衙道，大魯閣新時代購物中心和大魯閣湳雅廣場則由新成立的大魯閣商場事業負責。2017年12月，大魯閣開發及其經營的大魯閣草衙道改由新光三越主導，脫離大魯閣集團。為整合集團資源，大魯閣集團於2018年至2020年之間進行數次關係企業與子公司整併，2018年9月，關係企業基創實業所經營的大魯閣棒壘球打擊場，由大魯閣全資子公司創越接手經營，2019年9月，創越公司併入大魯閣商場公司，2020年3月，大魯閣商場公司併入母公司大魯閣實業。

## 代表事業

### 臺灣地區

#### 休閒運動連鎖店
- 大魯閣棒壘球打擊場
- 大魯閣保齡球館
- 大魯閣卡丁車場
- 遊戲愛樂園
- Roller186滑輪場
- 福湯岩盤浴
- 陽明山美國渡假村

#### 購物中心
- 大魯閣新時代購物中心
- 大魯閣湳雅廣場

### 上海大魯閣
上海、蘇州、濟南、
保齡球場
棒壘球場

### 染整事業
- 山東大魯閣織染工業有限公司
- 印尼大魯閣股份有限公司

## 合作對象

### 台灣地區
- 全聯集團大潤發
- 新光集團新光三越百貨

### 大陸地區
- 永旺集團[11][8][7]
- 萬科集團[7]

## 競爭對象

### 休閒娛樂事業
- 萬華企業股份有限公司
- 廣豐實業股份有限公司[7]

### 物業開發事業
- 中福國際股份有限公司
- 新美齊股份有限公司
- 新光紡織股份有限公司[7]

## 事件
- 2005年大魯閣纖維關廠抗爭事件

### 謝國棟內線交易案
謝國棟擔任大魯閣董事兼總經理期間，在2017年大魯閣準備轉讓高雄草衙道購物中心股權給新光三越百貨前夕，透過內線交易買賣大魯閣股票賺進新臺幣337萬元，因而在2023年11月被起訴，謝國棟在2024年3月辭去董事及總經理之職，轉任公司策略顧問，總經理由王盈之接任。士林地方法院在2024年4月依違反證券交易法將謝國棟判刑2年、緩刑4年。證券期貨投資人保護中心另外提起民事訴訟，請求解任謝國棟的大魯閣董事職務；智慧財產及商業法院在2024年6月判決准予解任。